# Hățăgel, Hunedoara
Hățăgel este un sat în comuna Densuș din județul Hunedoara, Transilvania, România.

## Lăcașuri de cult
Satul Hățăgel, situat în extremitatea răsăriteană a comunei Densuș, este păstrătorul unui lăcaș de zid, acoperit cu tablă, prevăzut cu o clopotniță solidă, de factură barocă. Biserica, închinată „Duminicii Tuturor Sfinților”, a fost ridicată în anul 1910, în timpul păstorii preotului unit Ioan Itu, după planurile arhitectului Iosif Kalabis din Hațeg. Este un edificiu de plan dreptunghiular, cu absida semicirculară, ușor decroșată. Lăcașul, renovat în anii 1937 și 1966-1968, a fost împodobit iconografic în 1969; primul decor mural data din anul 1915. Ultima renovare a bisericii, cât și sfintirea au avut loc in anul 2017. Această biserică a înlocuit un alt edificiu din piatră (dărâmat în 1909), construit, pe cheltuiala nobilului român Filip Lățug, în anul 1836.

## Imagini

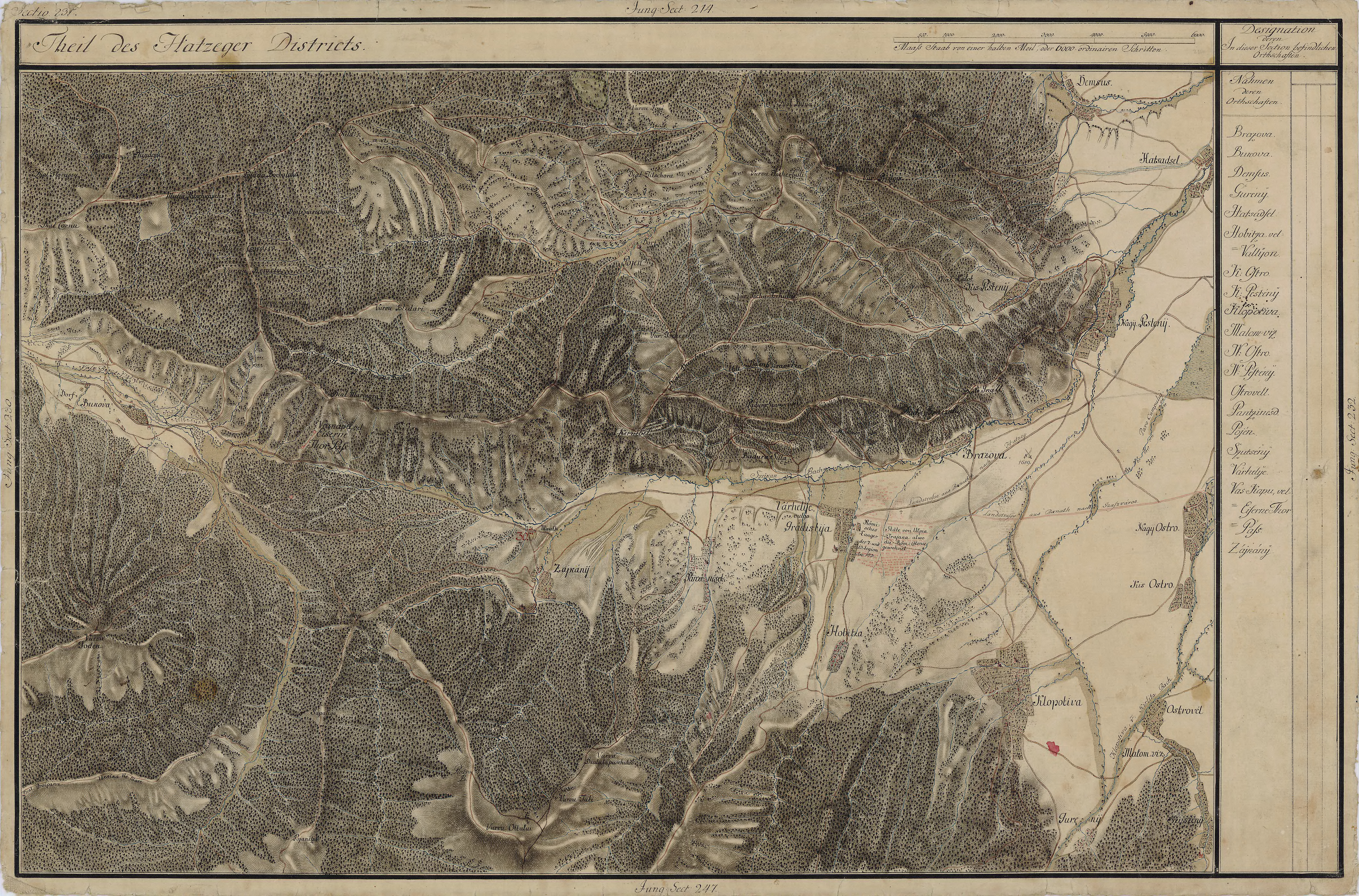
Hățăgel în Harta Iosefină a Transilvaniei, 1769-1773
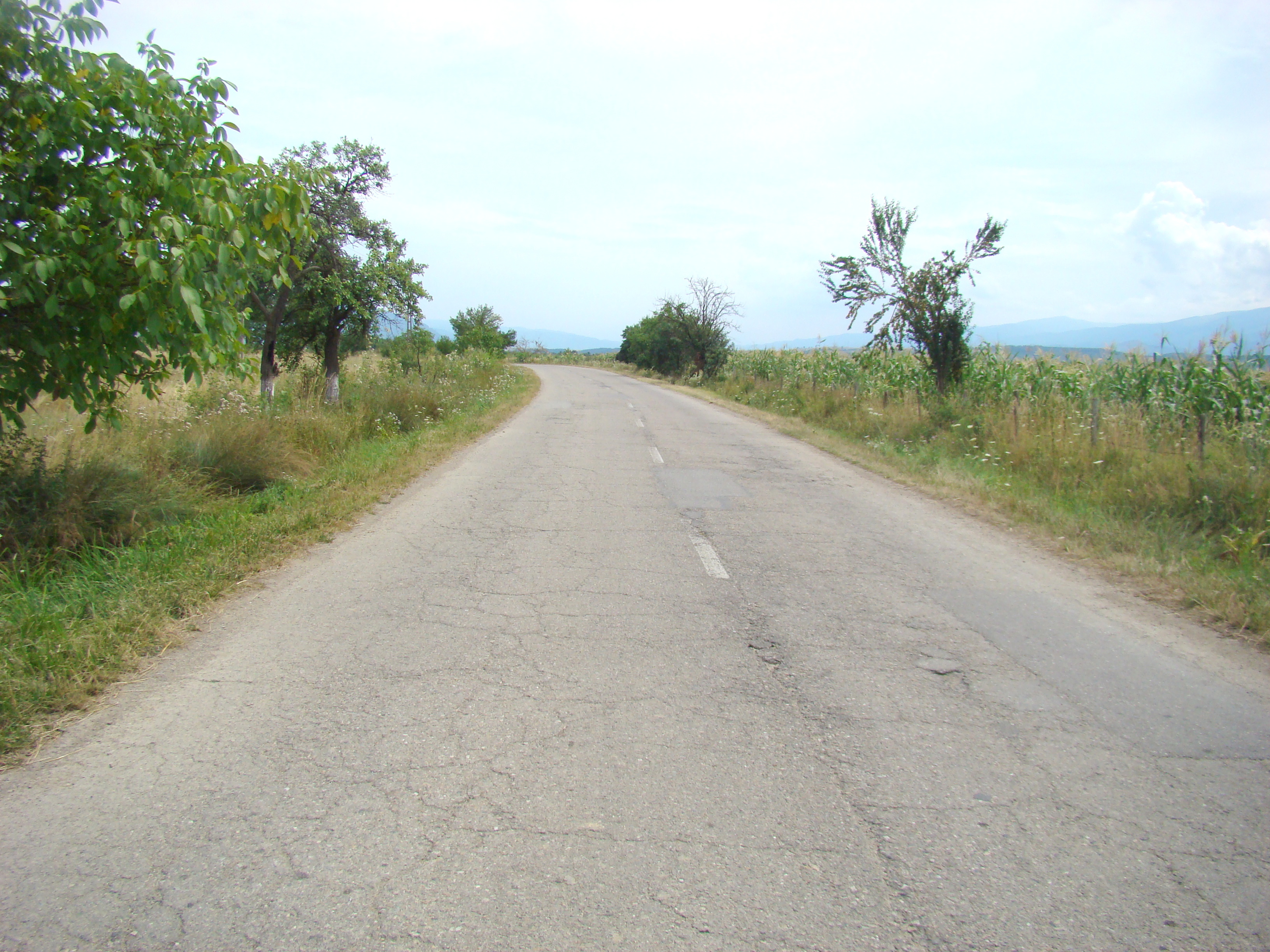
Drumul spre satul Hățăgel
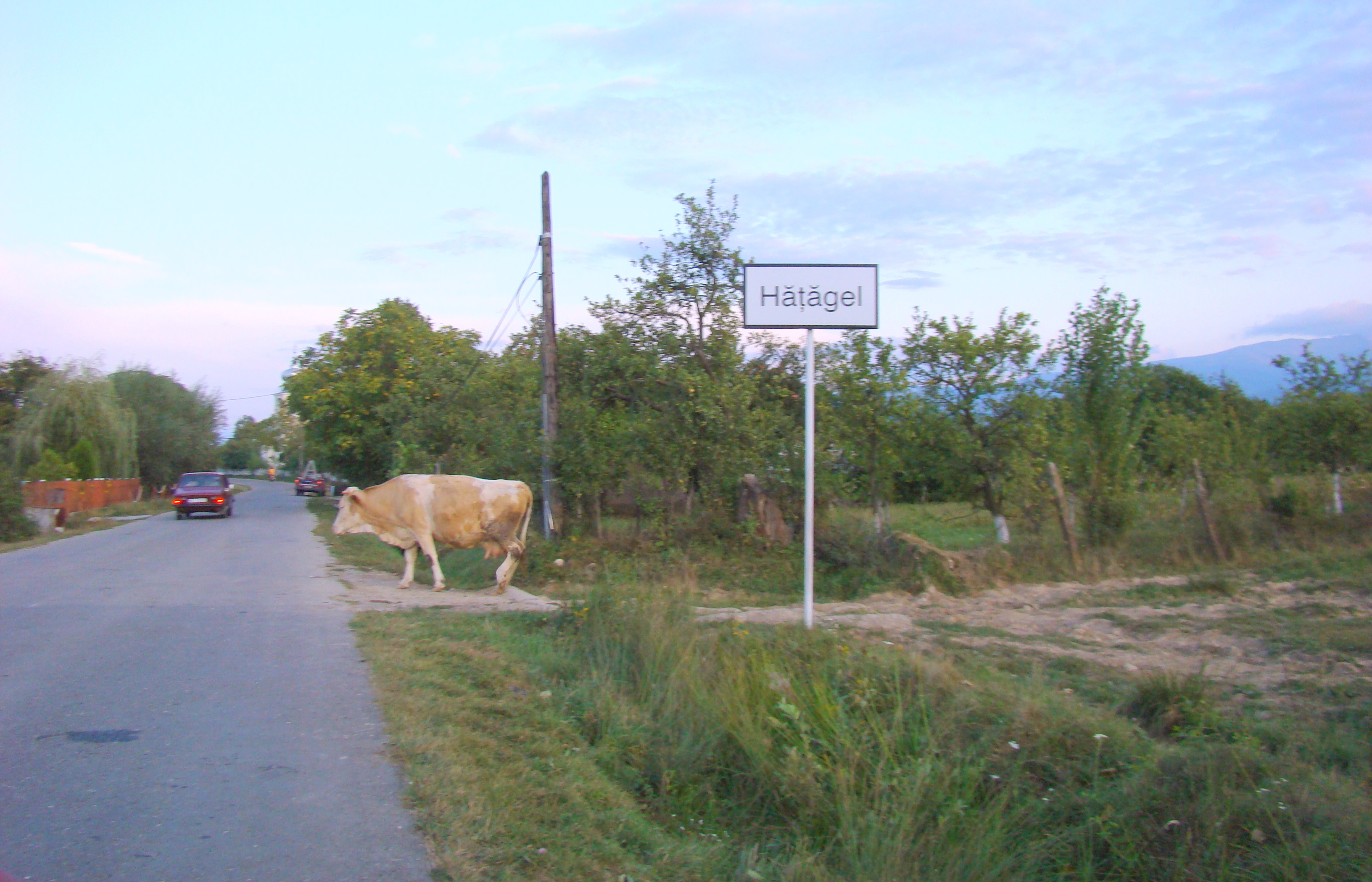
Intrarea în localitate
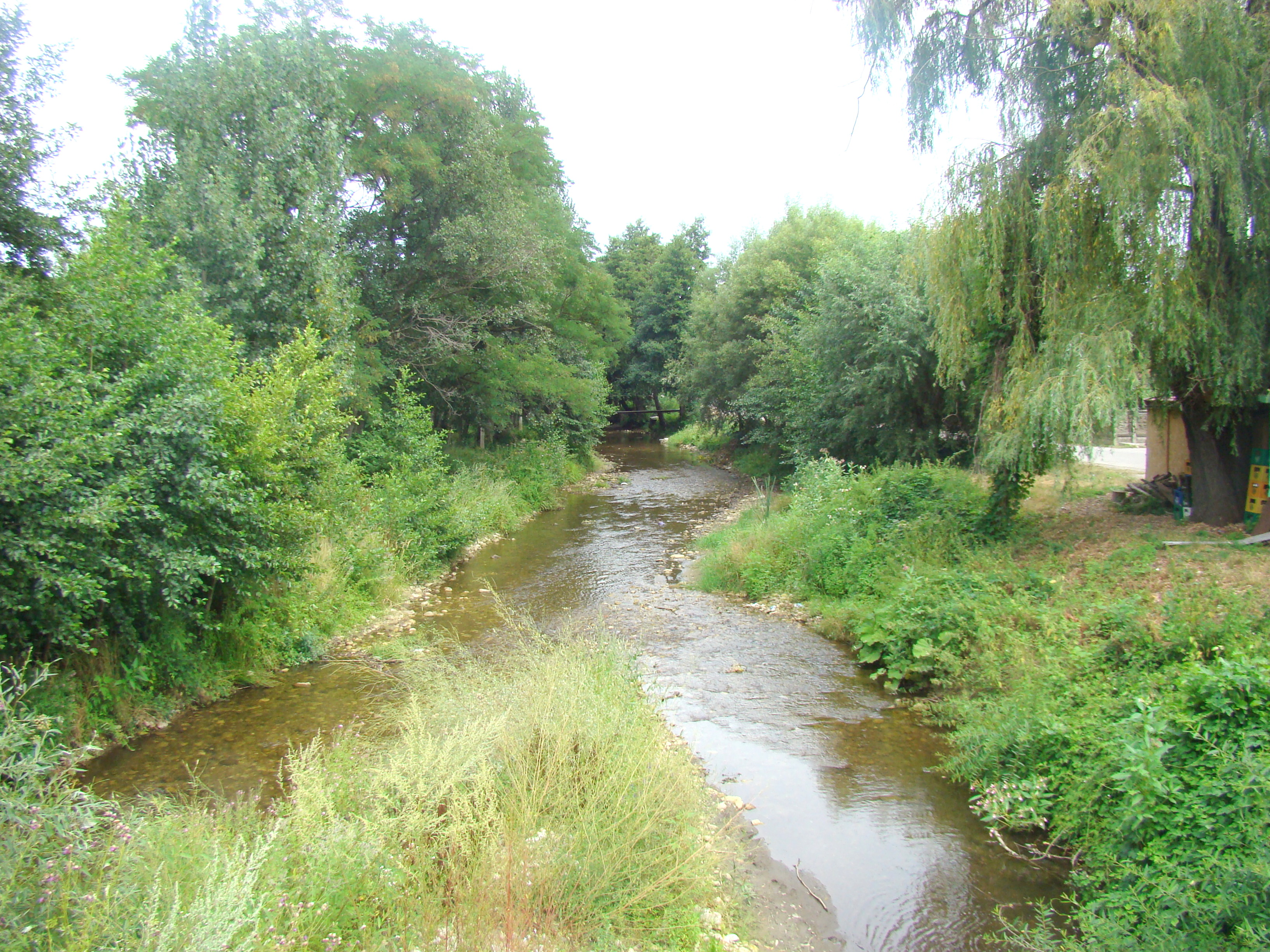
Râul Galbena
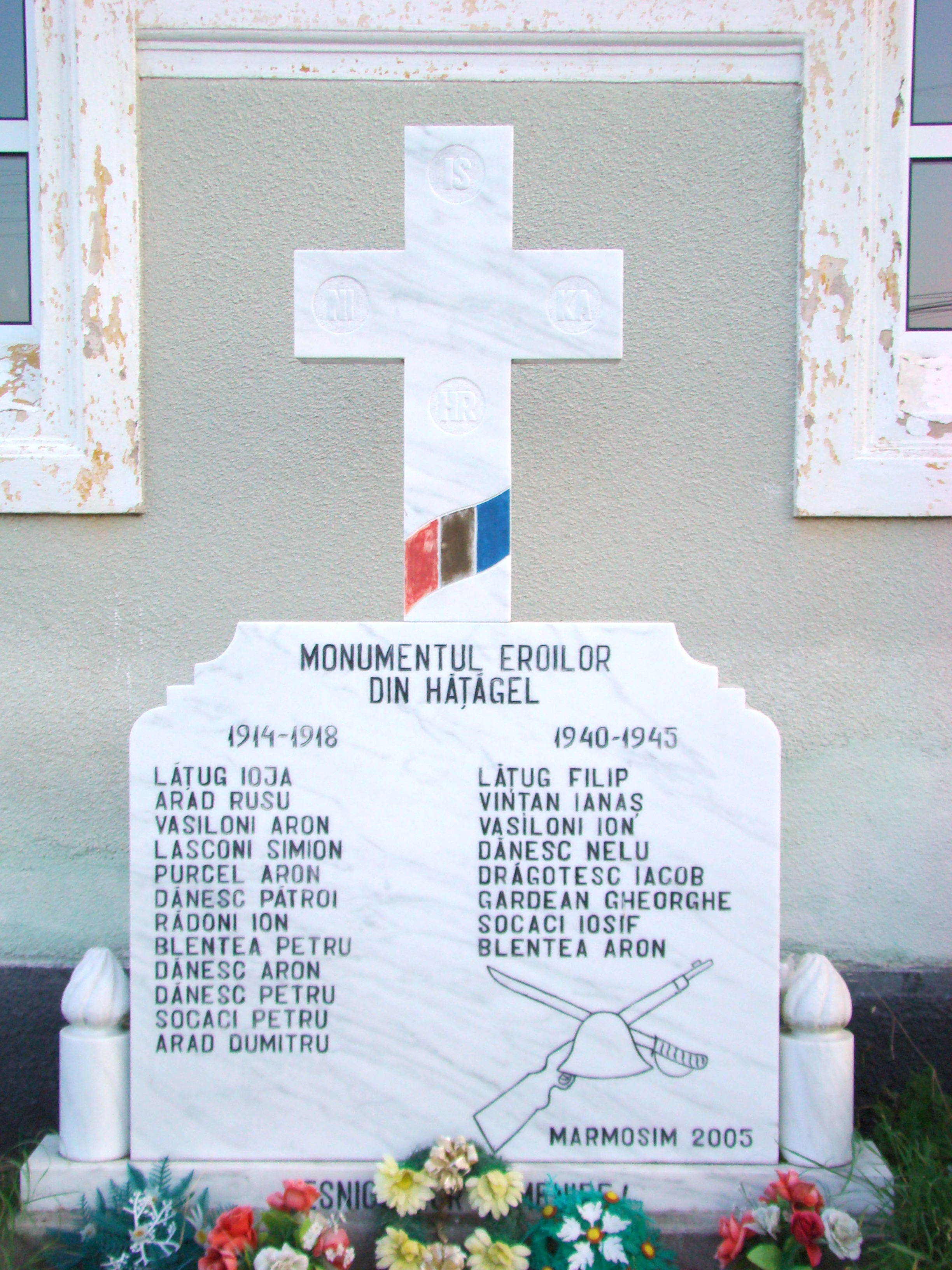
Monumentul eroilor